# Пушенці
Пушенці (словен. Pušenci) — поселення в общині Ормож, Подравський регіон‎, Словенія.